# Arena da Floresta
Estádio Mineirão – wielofunkcyjny stadion w Rio Branco, Acre, Brazylia, używany głównie przez piłkarzy nożnych. Stadion został wybudowany przez firmę która wcześniej wybudowała Kyocera Arena i Joinville Arena.
Pierwszym strzelcem był Rogério Taraúaca, zawodnik Rio Branco-AC.
Na stadionie swe mecze rozgrywają kluby w lokalnych rozgrywkach Campeonato Acreano, prowadzone są także rozgrywki Campeonato Brasileiro da Série C oraz Copa do Brasil.

## Linki zewnętrzne

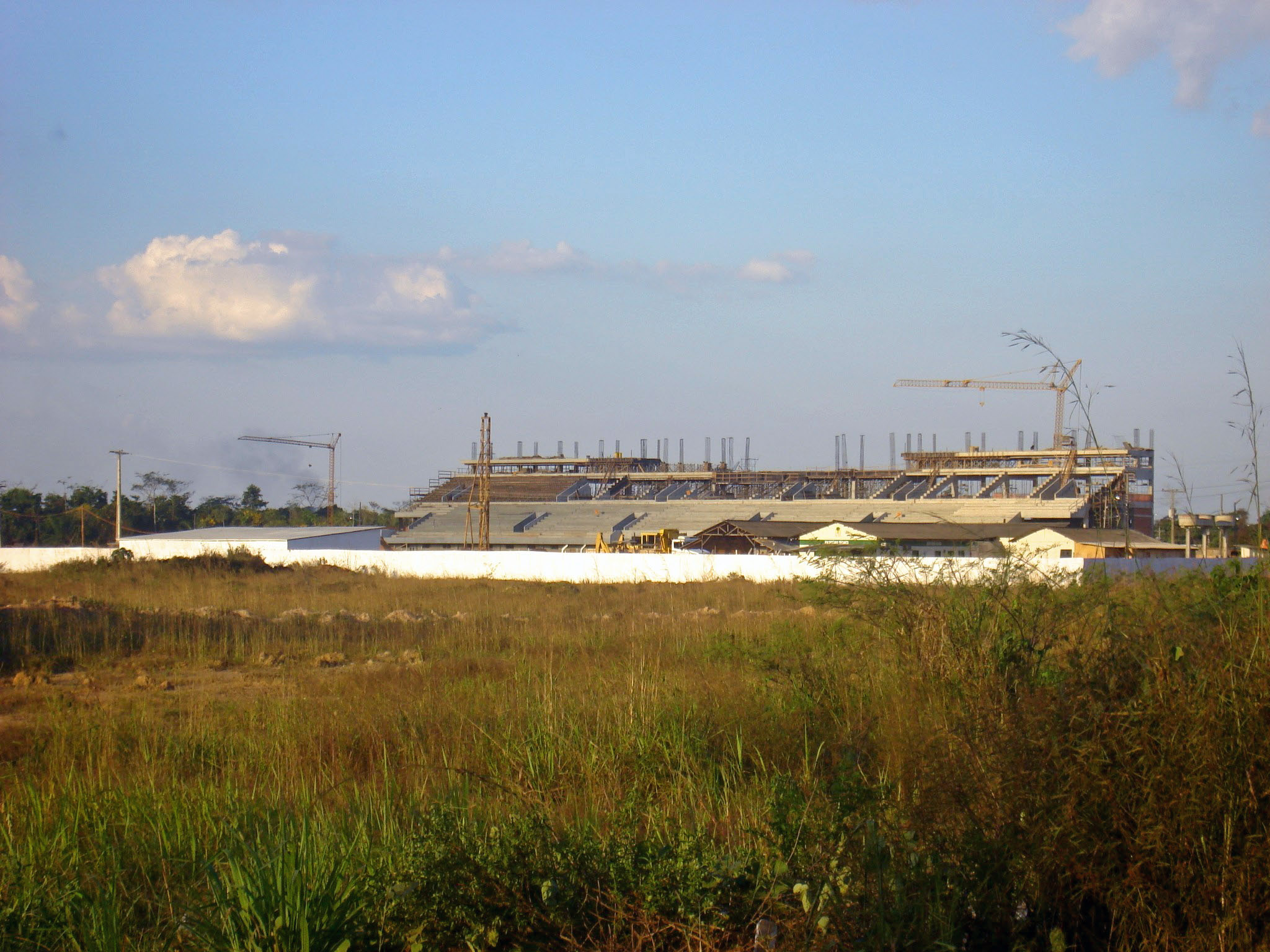
Zdjęcie z budowy stadionu

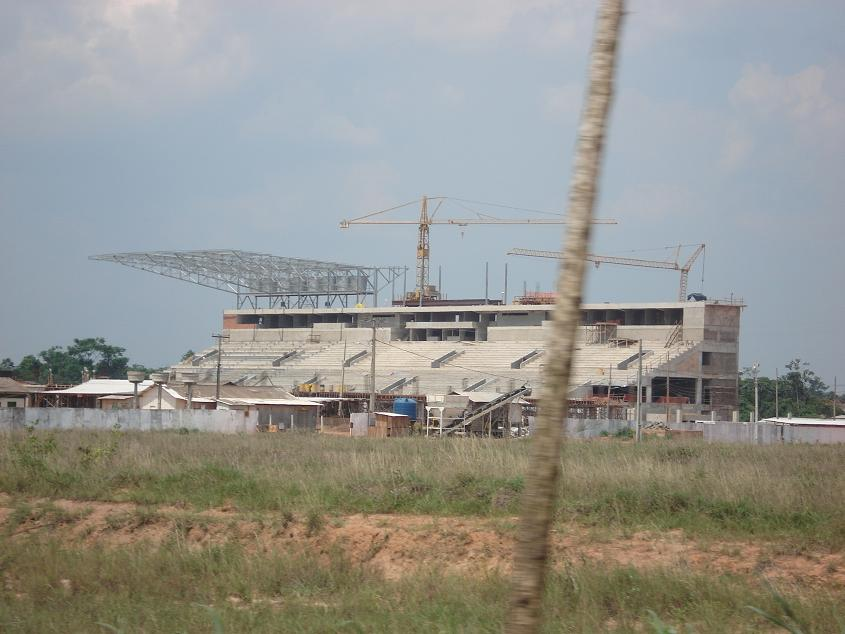
Zdjęcie z budowy stadionu